# Бастауші
Бастауші́ (каз. Бастаушы) — село у складі Самарського району Східноказахстанської області Казахстану. Адміністративний центр Бастаушинського сільського округу.
Населення — 707 осіб (2021; 1041 у 2009, 1362 у 1999, 1502 у 1989).
Національний склад станом на 1989 рік:
- казахи — 100 %

У радянські часи село називалось також Бастауши.